# Киовский сельсовет
Киовский сельсовет — упразднённая административно-территориальная единица, существовавшая на территории Московской губернии и Московской области до 1960 года.
Киовский сельсовет был образован в первые годы советской власти. По данным 1924 года он входил в состав Трудовой волости Московского уезда Московской губернии.
23 ноября 1925 года из Киовского с/с был выделен Горки-Киовский с/с.
По данным 1926 года в состав сельсовета входили село Киово, посёлок Лобня и деревня Сумароково.
В 1929 году Киовский с/с был отнесён к Коммунистическому району Московского округа Московской области. При этом к нему был присоединён Горки-Киовский (селения Букино, Горки Киовские и Нестериха) с/с.
27 февраля 1935 года Киовский с/с был передан в Дмитровский район.
4 января 1939 года Киовский с/с был передан в Краснополянский район.
18 августа 1947 года посёлок Лобня был преобразован в рабочий посёлок и выведен из состава Киовского с/с.
27 марта 1954 года в Киовском с/с были образованы новые населённые пункты — посёлки Луговая и имени Вильямса.
14 июня 1954 года к Киовскому с/с был присоединён Пучковский с/с (селения Катюшки и Пучки).
25 августа 1956 года посёлок Луговая был объединён с посёлком имени Вильямса, преобразован в дачный посёлок и выведен из состава Киовского с/с.
3 июня 1959 года Краснополянский район был упразднён и Киовский с/с вошёл в Химкинский район.
28 июля 1960 года Химкинский район был упразднён и Киовский с/с вошёл в Солнечногорский район.
30 сентября 1960 года Киовский с/с был упразднён. При этом селения Букино, Горки Киовские, Киово и Нестериха были переданы в черту р.п. Лобня, а селения Катюшки и Пучки — в черту р.п. Красная Поляна.